# Narendra Poma
Narendra Poma (ur. 19 marca 1959) – nepalski bokser, uczestnik Letnich Igrzysk Olimpijskich 1980.
Na igrzyskach w Moskwie wystąpił w wadze piórkowej. W 1/32 finału miał wolny los, jednak w 1/16 finału przegrał przez RSC z Brazylijczykiem Sidneiem dal Rovere.
Brał udział w mistrzostwach Azji w 1980 roku, gdzie odpadł w eliminacjach (przez RSC pokonał go Pakistańczyk Mohamed Khan).